# Кристовский, Владимир Евгеньевич
Влади́мир Евге́ньевич Кристо́вский (род. 19 декабря 1975, Горький) — российский музыкант, актёр, вокалист и лидер группы Uma2rmaH. Младший брат Сергея Кристовского.

## Биография
Родился 19 декабря 1975 года в Горьком (ныне — Нижний Новгород).
В 1998 году собрал панк-рок-группу «Вид Сверху», записал вместе с музыкантами несколько песен и разослал кассету звукозаписывающим компаниям, но те неизменно отказывали. Потом была ещё одна кассета с тремя записями. С ней группа стала победителем конкурса газеты «Живой Звук». Затем группа распалась.
В 2003 году вместе с братом Сергеем создал группу «Uma2rmaH».
Снялся в нескольких фильмах.
Колумнист программы «Инфомания» на СТС.

## Семья
Первая жена — Валерия Кристовская (Римская). Четверо детей (все девочки): Ясмин, Станислава, Мия, Ума.
В 2013 году Владимир женился во второй раз. Его избранница — Ольга Пилевская (Кристовская), дизайнер посуды и сотрудник пиар-команды Владимира, занимается социальными сетями. У пары двое детей: сын Фёдор (род. 4 ноября 2016) и дочь Тея (род. 4 апреля 2020).

## Дискография
- см. Uma2rmaH

## Санкции
Из-за участия в концертах «Za Россию», организованных в поддержку вторжения России на Украину, Кристовский внесён в санкционный список Украины за «роль в российской пропаганде». Кроме того, за поддержку вторжения ему запретили въезд Латвия и Эстония. Ранее Кристовский был внесён ФБК в список коррупционеров и разжигателей войны за участие в марафоне в поддержку российской агрессии против Украины.

## Фильмография
- 2007 — День выборов — солист группы «вВЕРХтОРмАШКИ»
- 2008 — Семейка Ады — камео
- 2009 — О, счастливчик! — Морфеус
- 2010 — Универ — камео
- 2010 — Марковна. Перезагрузка
- 2010 — Клуб счастья — Колян
- 2012 — Свидание — Дмитрий Горин
- 2011 — Кухня — владелец ресторана «Виктор Гюго» (пилотная серия)
- 2012 — Клуши — Пабло (Павел)[9]
- 2015 — 12 месяцев. Новая сказка — Август
- 2015 — Обратная сторона Луны 2 — Ковалёв, тренер по боксу